# Back to School – Gottschalks großes Klassentreffen
Back to School – Gottschalks großes Klassentreffen war eine deutsche Spielshow, die von der Constantin Entertainment im Studio Berlin Adlershof produziert wurde. Die erste Ausgabe wurde am 7. Februar 2014 gesendet. Moderiert wurde die Sendung von Thomas Gottschalk. Die Show wurde nicht live gesendet, sondern zuvor live on tape aufgezeichnet. Regisseur war Frank Hof.

## Konzept
Thomas Gottschalk begrüßte in jeder Fernsehsendung zwei prominente Kandidaten, die mit ihren früheren Schulkameraden gegeneinander antraten. In jeder der Quiz- und Spielrunden stand ein spezielles Schulfach wie Deutsch, Englisch, Mathematik, Chemie oder Geschichte im Mittelpunkt. Außerdem sollte die Show als Rückblick auf die Schulzeit der prominenten Kandidaten und als Rückblick auf den damals vorherrschenden Zeitgeist dienen.

## Liste der Sendungen
Der Gewinner der jeweiligen Sendung ist grün hinterlegt.

### Staffel 1
| Folge (ges.) | Folge | Datum      | Kandidat 1            | Kandidat 2         |
| ------------ | ----- | ---------- | --------------------- | ------------------ |
| 1            | 1     | 07.02.2014 | Matthias Schweighöfer | Tom Beck           |
| 2            | 2     | 14.02.2014 | Heiner Lauterbach     | Uwe Ochsenknecht   |
| 3            | 3     | 21.02.2014 | Barbara Schöneberger  | Christine Neubauer |
| 4            | 4     | 28.02.2014 | Til Schweiger         | Kai Pflaume        |

### Staffel 2
| Folge (ges.) | Folge | Datum      | Kandidat 1   | Kandidat 2       |
| ------------ | ----- | ---------- | ------------ | ---------------- |
| 5            | 1     | 14.12.2014 | Lena Gercke  | Bülent Ceylan    |
| 6            | 2     | 13.02.2015 | Carmen Geiss | Mirja Boes       |
| 7            | 3     | 20.02.2015 | Boris Becker | Felix Neureuther |

### Staffel 3
| Folge (ges.) | Folge | Datum      | Kandidat 1       | Kandidat 2   |
| ------------ | ----- | ---------- | ---------------- | ------------ |
| 8            | 1     | 12.06.2015 | Moritz Bleibtreu | Richy Müller |

## Quoten und Zuschauerzahlen
| Ausgabe | Datum         | Zuschauer Gesamt | 14 bis 49 Jahre | Marktanteil Gesamt | 14 bis 49 Jahre | Quelle      |
| ------- | ------------- | ---------------- | --------------- | ------------------ | --------------- | ----------- |
| 1       | 7. Feb. 2014  | 3,70 Mio.        | 1,77 Mio.       | 11,7 %             | 16,5 %          | [ 2 ] [ 3 ] |
| 2       | 14. Feb. 2014 | 3,02 Mio.        | 1,24 Mio.       | 10,0 %             | 12,1 %          | [ 4 ] [ 5 ] |
| 3       | 21. Feb. 2014 | 3,07 Mio.        | 1,24 Mio.       | 09,8 %             | 11,4 %          | [ 6 ] [ 7 ] |
| 4       | 28. Feb. 2014 | 3,28 Mio.        | 1,61 Mio.       | 10,5 %             | 14,8 %          | [ 8 ]       |
| 5       | 14. Dez. 2014 | 2,86 Mio.        | 1,44 Mio.       | 09,1 %             | 11,9 %          | [ 9 ]       |
| 6       | 13. Feb. 2015 | 3,19 Mio.        | 1,44 Mio.       | 11,8 %             | 14,9 %          | [ 10 ]      |
| 7       | 20. Feb. 2015 | 3,44 Mio.        | 1,32 Mio.       | 13,3 %             | 13,8 %          | [ 11 ]      |
| 8       | 12. Juni 2015 | 1,82 Mio.        | 0,82 Mio.       | 07,9 %             | 11,1 %          | [ 12 ]      |